# Гридов, Григорий Борисович
Григорий Борисович Гридов (настоящая фамилия Давидо́вич; 1899—1941) — русский советский поэт-песенник и детский поэт.

## Биография

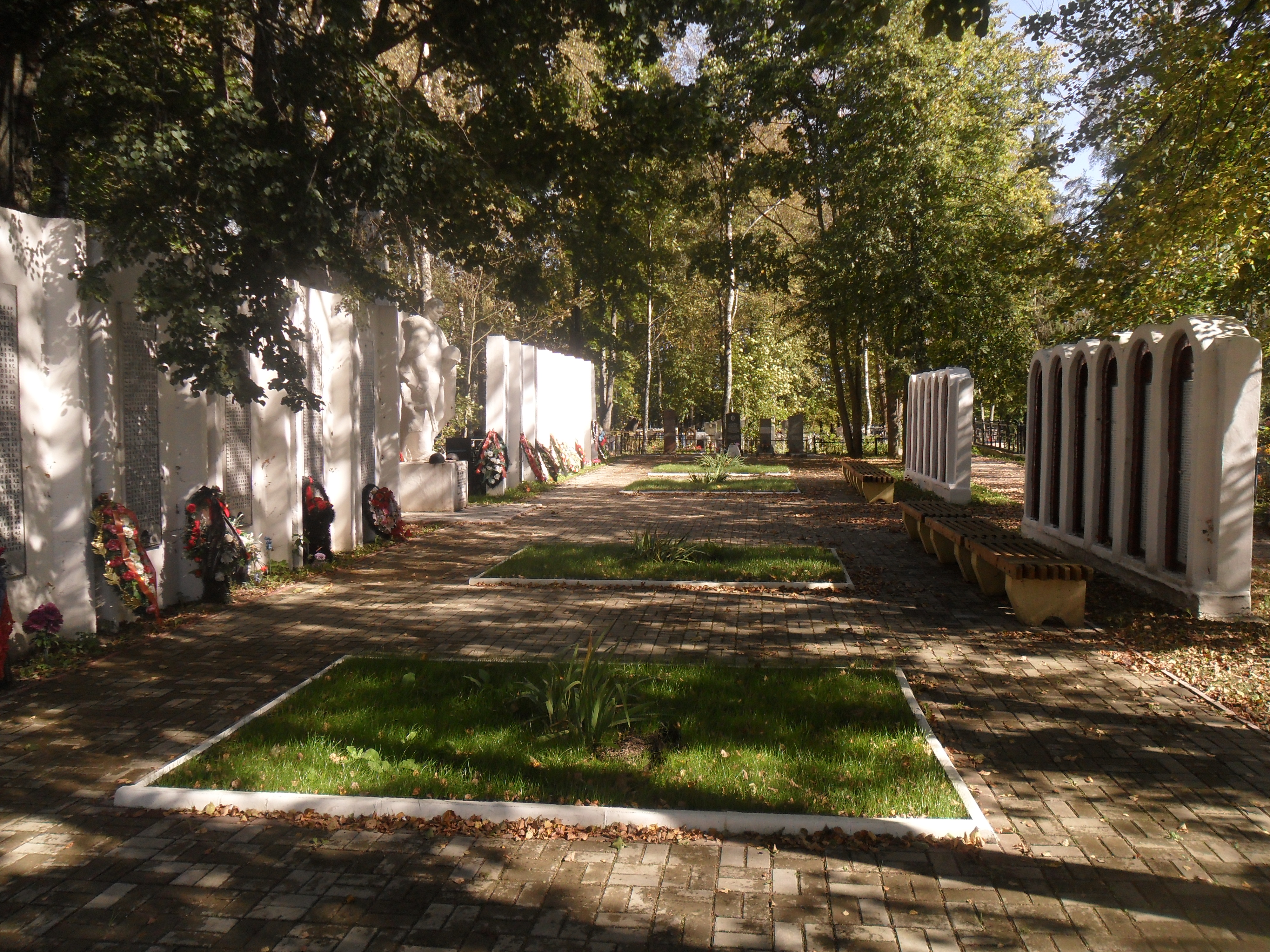
Братские могилы на Екатерининском кладбище Вязьмы.

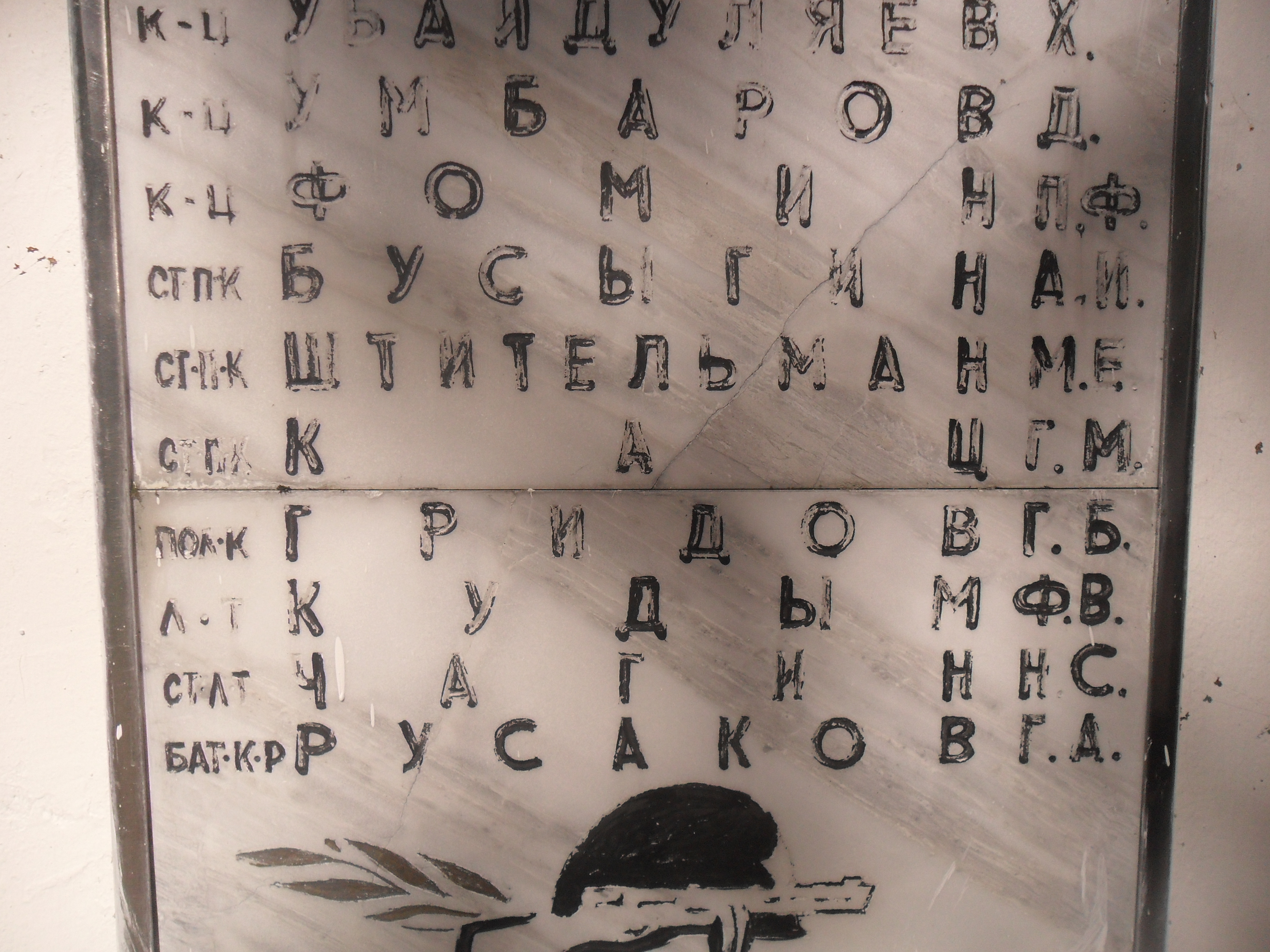
Имя Гридова в списке захороненных.

Григорий Давидо́вич родился 28 сентября 1899 года в городе Николаеве в семье ремесленника Бориса Соломоновича Давидовича и Нины Тимофеевны Давидович. Отец занимался пошивом кавалерийских сёдел и делал упряжную фурнитуру. Начал писать стихи во время учёбы в Николаевском реальном училище. В 1914 году семья переехала в Одессу, где он окончил коммерческое училище Г. Ф. Файга. Здесь же получил некоторую известность как автор куплетов. В мемуарах «С песней по жизни» Леонид Утесов пишет: «…Настроение всем омрачал Гришка Давидович, куплеты которого под видом частушек распевали во всех трактирах заезжие „коробейники“ в цилиндрах. Он задавал какую-то музыкальную моду в Одессе...».
В 1916 году семья перебралась в Ростов-на-Дону, где поэт работал бухгалтером в речном пароходстве и приказчиком в магазине музыкальных инструментов. В конце 1917 года устроился исполнителем сатирических куплетов в штат антрепризного театра, с которым гастролировал на протяжении последующих двух лет. В 1920 году ушёл в Красную армию, под фамилией «Гридов» служил театральным инструктором агитационного поезда при политотделе штаба 1-й конной армии. После демобилизации учился в Донском институте народного хозяйства, затем в Северо-Кавказском университете.
В 1930-е годы Г. Гридов-Давидович написал тексты к ряду песен и романсов. Наиболее известные песни на его стихи — «Так мало дней прошло» (музыка Бориса Прозоровского), «Стаканчики гранёные» (музыка Бориса Прозоровского), «Эх, Андрюша, нам ли быть в печали?» (музыка Ильи Жака), «Встречи» (музыка Ильи Жака), «Мама» (музыка Модеста Табачникова), «Ах, Одесса, жемчужина у моря…» (в варианте «Дядя Ваня, хороший и пригожий…», музыка Модеста Табачникова), «Пусть пурга» (музыка Бориса Фомина), «И не раз, и не два» (музыка Бориса Фомина), «Родная сторона» (музыка Бориса Фомина), «Иду по знакомой дорожке» (музыка Александра Владимирцова), «Мы поём» (музыка Семёна Заславского), «Обидно, досадно» (музыка Михаила Бессмертного), «Нет счастья без страданий» (музыка Михаила Бессмертного), «Вы ушли, всё разбив, так нежданно» (музыка Михаила Бессмертного), «Арарат» (музыка Бориса Аветисова), «Хочу в Москву мою родную» (народная мелодия). Среди исполнителей его песен — Изабелла Юрьева, Пётр Лещенко, Клавдия Шульженко.
Опубликовал несколько сборников песен, эстрадных куплетов, стихов для детей, совместно с Владимиром Ленским написал либретто оперетты в 3-х действиях «Коломбина».
Участник Великой Отечественной войны, Г. Б. Гридов-Давидович по состоянию здоровья был освобождён от призыва в армию, опубликовал в газете «Молот» стихотворение «Поднимайся, великий народ!», «Песню ополченцев», написал песню «И не раз, и не два!» для спектакля «Фельдмаршал Кутузов» в театре имени Горького. В сентябре 1941 года он сумел добиться включения его в состав редакции военной газеты «К победе!» 19-й армии, в которую входил ряд ростовских писателей и журналистов, в том числе Михаил Штительман и Григорий Кац. Когда 19-я армия оказалась в окружении, интендант 3-го ранга Гридов-Давидович погиб в одном из боёв под Вязьмой.
Длительное время Гридов считался пропавшим без вести, и лишь в 1980 году его могила была найдена ростовскими поисковиками, после чего останки поэта были перезахоронены в братской могиле на Екатерининском кладбище Вязьмы.
Жена — Ольга Прокофьевна Гридова.

## Книги
- Похождения плюшевых мишек. Стихи для младшего школьного возраста. Ростов-на-Дону: Ростиздат, 1938.
- Поёт молодая страна: песни. Ростов-на-Дону: Ростиздат, 1938.
- Цвети, мой сад: стихи и песни для эстрады. Ростов-на-Дону: Ростиздат, 1939.
- Родная страна: песни для пения с фортепиано. Ростов-на-Дону: Ростовское областное издательство, 1941.

## Нотные издания
- Нет счастья без страданий: Романс для голоса с фортепиано. Музыка Михаила Бессмертного, слова Григория Гридова. Ростов-на-Дону: Донполиграфбум, 1925.
- Вы ушли всё разбив так нежданно: Романс для голоса с фортепиано. Музыка Михаила Бессмертного, слова Григория Гридова. Ростов-на-Дону: Донполиграфбум, 1925.
- В признании вашем: Романс для голоса с фортепиано. Музыка Михаила Бессмертного, слова Григория Гридова. Ростов-на-Дону: Музпред, 1926.
- Стаканчики гранёные. Нотное издание (музыка Б. А. Прозоровского, стихи Г. Б. Гридова). Краснодар: Издание Б. А. Прозоровского, 1928.
- Песня о подруге: Для двухголосного хора с фортепиано. Музыка Павла Гутина, слова Григория Гридова. Ростов-на-Дону: Ростиздат, 1938.
- Комсомольская походная: Для голоса или одноголосного хора с фортепиано. Музыка Павла Гутина, слова Григория Гридова. Ростов-на-Дону: Ростиздат, 1938.
- Краснофлотская: Для двухголосного хора с фортепиано. Музыка Семёна Ароновича Заславского, слова Григория Борисовича Гридова. Ростов-на-Дону: Ростиздат, 1940.
- И не раз, и не два: Походная песня для двухголосного хора с фортепиано. Музыка Бориса Фомина, слова Григория Гридова. М.: Союз советских композиторов и Музыкальный фонд СССР, 1941.
- Бир эмес, коп жолу: Для хора без сопровождения. Музыка Б. И. Фомина, слова Г. Б. Гридова. Фрунзе: Киргизгосиздат, 1942.